# 아베 료헤이
아베 료헤이(일본어: 阿部亮平, 1993년 11월 27일 ~ )는 일본의 아이돌이며, Snow Man의 멤버이다.
애칭은 아베 짱. 지바현 출신. STARTO ENTERTAINMENT 소속. 혈액형 AB형. 죠우치대학 대학원 이공 학연구과 수료.

## 약력
- 2004년 8월 12일 초등학교 5학녀때에 어머님이 신청을 한 Ya-Ya-Yah프로그램의 공개 오디션을 받아 쟈니스 사무소에 입소한다.
- 2006년, 댄스 유닛 Jr.BOYS에 가입.
- 2009년, Mis Snow Man이 결성.
- 2011년 8월 ~ 2012년 2월, 학업 전념으로 활동 휴식.
- 지망 대학에 합격 후 2012년 2월에 활동 재개
- 2012년 5월, Snow Man이 결성.

## 인물[2]
- 2형제로 장남. 남동생과는 2살 차이가 난다.
- 쟈니스 최초로 기상예보사 자격을 취득.[3]
- 자신의 장점은 착한 것. 단점도 착한 것.
- 취미는 서바이벌 게임. 특기는 기상예보.
- 존경하는 선배는 아라시의 사쿠라이 쇼.
- 동기 Hey! Say! JUMP의 야마다 료스케, 같은 그룹의 후카자와 타츠야.
- 죠오치대학 이공학부를 거쳐 2016년 4월부터 죠지대학 대학원 이공학 연구과에 진학.
- 이공학전공 정보학 영역을 전공하여, 사람과 컴퓨터 테크놀로지의 관계를 배우고 있다.
- 2018년 3월, 쟈니스에서 처음으로 대학원을 수료했다.(이과)
- 무대 "타키자와 가부키"에 대해 객석의 머리 위를 지나는 도검투가 성공하는 각도와 힘에 대해서 "45도 정도의 각도로 15 뉴턴의 힘으로 던지면 좋다"라고 계산한 에피소드가 있다
- 특기는 원주율의 암창(100 자리이상)
- 2015년 제44회 기상예보사 시험에서 합격률 4%의 난관을 돌파해 5번째 도전에서 합격했다.
- 같은 번에 합격한 기시모토 신타로와 함께 쟈니즈 첫 기상예보사가 된다.
- Snow Man 출연 무대 '자니스 올스타즈 아일랜드'나 '타키자와 가부키 2017'에서는 회장 로비에 '아베의 일기예보'라는 수필지를 내걸어 팬들에게 호평했다.
- 세계유산검정2급합격.
- 여행을 좋아하고 세계유산에 흥미가 있었기 때문에 서투른 문과 분야인 세계사나 지리 공부에 도전했다.
- 어린시절은 재즈댄스, 힙합, 클래식 발레, 탭댄스 등 모든 춤을 배우고 있었다.
- 초등학교 2학년 때부터 시작한 재즈댄스가 처음 배우기시작한 댄스 있다.
- Snow Man 단독 콘서트에서도 탭댄스를 선보이기도 한다.

## 출연

### 영화
- HOT SNOW (2011년 7월 9일 개봉) -류자키 아키히코 役
- 극장판 사립 바카레아 고교 (2012년 10월 13일 개봉) -시오미 리쿠 役
- 극장판 가면 티처 (2014년 2월 22일 개봉) -서기 役

### CM
- 로토제약 OXY 데오드란트 바디로션 (2008년)
- AOKI 후렛샤즈 「정장 데뷔 편」 (2013년)

### 음악방송
- 더 소년구락부 (2004년 ~ 현재, NHK BS 프리미엄)

### 버라이어티
- 가무샤라! (2014년 ~ 현재, TV 아사히)
- 本能Z (2016년 2월 21일, CBC 테레비)

### PV
- GYM 「フィーバーとフューチャー」 (2006년)
- 타키 앤 츠바사 「愛はタカラモノ」 (2010년)
- A.B.C-Z 「Twinkle Twinkle A.B.C-Z」 (2013년)
- A.B.C-Z 「Shower Gate」 (2015년)

### 무대
그룹의 출연은 Snow Man#출연을 참조. 개인의 출연만 기재.
- DREAM BOYS (2006년 1월 3일 ~ 1월 29일, 제국 극장)
- 타키자와 연무성 (2006년 3월 7일 ~ 4월 25일, 신바시 연무장)

### 신문
- Saturday ジャニーズ (2016년 2월 27일, 닛칸 스포츠)